# فینال بزرگ ای–لیگ ۲۰۲۰
فینال بزرگ ای-لیگ ۲۰۲۰ (به انگلیسی: 2020 A-League Grand Final) پانزدهمین دوره از بازی‌های فینال بزرگ ای-لیگ استرالیا و بازی تعیین کننده قهرمان ای-لیگ ۲۰–۲۰۱۹ بود. این بازی در ابتدا قرار بود در ماه مه ۲۰۲۰ برگزار شود اما به دلیل همه‌گیری کوید ۱۹ به‌تعویق افتاد و در ۳۰ اوت ۲۰۲۰ بین تیم فوتبال سیدنی و ملبورن سیتی در ورزشگاه بانک‌وست در حومه غربی سیدنی در پاراماتا، نیو ساوت ولز برگزار شد.
تیم فوتبال سیدنی، ملبورن سیتی را که در اولین فینال بزرگ خود ظاهر می‌شد با نتیجه ۰–۱ شکست داد. این برد به این معنی بود که سیدنی مدعی پنجمین قهرمانی ای-لیگ خود شد که رکورد قابل توجهی برای هر باشگاهی در لیگ داخلی فوتبال استرالیا بود.

## تیم‌ها
| تیم         | تعداد حضور در فینال‌های بزرگ قبلی (پررنگ به معنی قهرمانی) |
| ----------- | -------------------------------------------------------- |
| سیدنی       | ۵ (۲۰۰۶، ۲۰۱۰، ۲۰۱۵، ۲۰۱۷، ۲۰۱۹)                         |
| ملبورن سیتی | هیچ                                                      |

## مسیر رسیدن به فینال
فصل ۲۲–۲۰۲۱ پانزدهمین لیگ از زمان تأسیس در سال ۲۰۰۵، و ۴۳مین فصل رده بالا فوتبال اتحادیه در استرالیا بود. یازده تیم در فصل عادی به رقابت پرداختند که هر تیم در مجموع ۲۶ مسابقه انجام می‌داد و در نتیجه یک برنامه‌ریزی نابرابر به وجود می‌آمد که برخی باشگاه‌ها سه بار باهم ملاقات می‌کردند و برخی دیگر تنها دو بار باهم دیدار می‌کردند. شش تیم برتر واجد شرایط برای سری نهایی، که در قالب حذفی مستقیم بازی می‌شد، شدند با دو تیم اول جدول که یک مکان خودکار در نیمه‌نهایی داشتند و چهار تیم پایین‌تر در بازی‌های حذفی به مصاف هم می‌رفتند و در نهایت دو برندهٔ نیمه‌نهایی در فینال بزرگ به مصاف هم می‌رفتند. سیدنی و ملبورن سیتی با فضیلت به‌پایان رساندن به ترتیب اول و دوم جدول برای نیمه‌نهایی واجد شرایط شدند، در حالی که ولینگتون فونیکس (سوم) در اولین فینال حذفی با پرث گلوری (ششم) ملاقات کرد و بریزبن رور (چهارم) در فینال حذفی دوم به دیدار وسترن یونایتد (پنجم) رفت. پرث و وسترن یونایتد بازی‌های مربوطه خود را با نتیجه ۰–۱ پیروز شدند.
در نیمه‌نهایی، تیم رده بالای سیدنی، پرث گلوری را با نتیجه ۰–۲ شکست داد و راهی فینال شد و در طرف دیگر ملبورن سیتی نیز، وسترن یونایتد را با نتیجه ۰–۲ شکست داد تا در فینال بزرگ به مصاف تیم سیدنی رود.
به دلیل محدودیت‌های مسافرتی اعمال شده در نتیجه همه‌گیری کووید ۱۹، تمام مسابقات فینال و فینال بزرگ در ورزشگاه بانک‌وست در نیو ساوت ولز انجام شد.

## بازی
| سیدنی      | ۱–۰   | ملبورن سیتی |
| ---------- | ----- | ----------- |
| گرانت ۱۰۰' | گزارش |             |

| Sydney FC | Melbourne City |

| GK           | 1  | اندرو ردمین         |     |     |
| RB           | 23 | رایان گرانت         | '97 |     |
| CB           | 4  | الکس ویلکینسون (c)  |     |     |
| CB           | 6  | رایان مک‌گوان        |     |     |
| LB           | 16 | جوئل کینگ           |     |     |
| RM           | 17 | آنتونی کاسرس        |     | '87 |
| MF           | 8  | پائولو رتره         | '53 |     |
| MF           | 26 | لوک براتان          |     |     |
| LM           | 10 | میلاس نینکوی        |     |     |
| CF           | 11 | کوستا بارباروس      |     | '87 |
| CF           | 26 | آدام لو فوندر       |     |     |
| ذخیره:       |    |                     |     |     |
| GK           | 20 | تام هیورد-بل        |     |     |
| DF           | 3  | بن وارلند           |     |     |
| DF           | 21 | هری ون در ساگ       |     |     |
| MF           | 5  | الکساندر باوم یوهان |     | '87 |
| MF           | 19 | کریس زوولا          |     |     |
| FW           | 12 | ترنت بوهجیار        |     | '87 |
| FW           | 18 | لوک ایوانوویچ       |     |     |
| سرمربی:      |    |                     |     |     |
| استیو کوریکا |    |                     |     |     |
|              |    |                     |     |     |

| GK           | 1  | تام گلاور          |      |      |
| RB           | 4  | هریسون دلبریج      |      | '72  |
| DF           | 40 | ریچارد ویندبیکلر   | '103 | '116 |
| DF           | 22 | کورتیس گود         |      |      |
| LB           | 13 | ناتانیل اتکینسون   | '117 |      |
| MF           | 20 | آدرین لونا         |      | '106 |
| MF           | 6  | یاشوا بریلیانت (c) |      |      |
| MF           | 8  | فلورین برنگر       |      | '77  |
| RW           | 19 | لاکلان ویلز        |      | '86  |
| FW           | 9  | جیمی مکلارن        |      |      |
| LW           | 11 | کریگ نون           |      | '106 |
| ذخیره:       |    |                    |      |      |
| GK           | 46 | جو گاوچی           |      |      |
| DF           | 2  | اسکات گالووی       |      | '72  |
| MF           | 7  | روستین گریفیتس     |      | '116 |
| MF           | 21 | رامی نجارینی       |      | '86  |
| MF           | 30 | مودی نجار          |      | '106 |
| MF           | 34 | کانر متکالف        |      | '77  |
| FW           | 49 | استفان کولاکوفسکی  |      | '106 |
| سرمربی:      |    |                    |      |      |
| اریک مومبرتس |    |                    |      |      |
|              |    |                    |      |      |

### آمار
|               | سیدنی | ملبورن سیتی |
| ------------- | ----- | ----------- |
| گل            | ۱     | ۰           |
| شوت           | ۱۵    | ۲۰          |
| شوت در چارچوب | ۱۰    | ۸           |
| مالکیت توپ    | ۴۸.۱% | ۵۱.۹%       |
| کرنر          | ۷     | ۹           |
| خطلا          | ۱۸    | ۱۹          |
| آفساید        | ۱     | ۱           |
| کارت زرد      | ۲     | ۲           |
| کارت قرمز     | ۰     | ۰           |